# Walter T. Kerwin junior

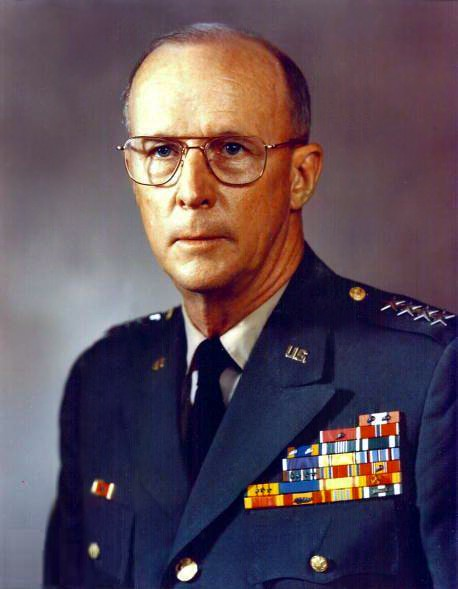
General Walter Thomas Kerwin, Jr.

Walter Thomas Kerwin, Jr. (* 14. Juni 1917 in West Chester, Pennsylvania; † 11. Juli 2008 in Alexandria, Virginia) war ein US-amerikanischer Offizier der US Army, der zuletzt als General zwischen 1974 und 1978 Vize-Chef des Generalstabes des Heeres (Vice Chief of Staff of the Army) war.

## Leben

### Offiziersausbildung, Zweiter Weltkrieg und Nachkriegszeit
Walter Thomas Kerwin, Jr. absolvierte nach dem Schulbesuch eine Offiziersausbildung an der US Military Academy in West Point und wurde nach deren Abschluss 1939 Leutnant der Feldartillerie. Er nahm nach dem Eintritt der Vereinigten Staaten in den Zweiten Weltkrieg als Angehöriger der 3. Infanteriedivision (3rd Infantry Division) am Zweiten Weltkrieg an Kampfeinsätzen in Nordafrika, Sizilien und Italien teil, wo er während des Italienfeldzuges 1944 den massiven Artillerieeinsatz für die erfolgreiche Landung in Anzio und die anschließende Schlacht von Anzio, die sogenannte Operation Shingle (22. Januar bis 25. Mai 1944) mitorganisierte. Während des anschließenden Einsatzes in Frankreich wurde er im Dezember 1944 bei Mutzig verwundet. 
Nach einem Lazarettaufenthalt in den USA kehrte Kerwin nach seiner Genesung 1945 nach Europa zurück und war später Offizier in der Operationsabteilung des Generalstabes im US-Kriegsministerium. 1953 wurde er als Planungs- und Operationsoffizier in das für Kernforschung zuständige Los Alamos National Laboratory (LANL) versetzt und war Chefkoordinator für den Transport von Kernwaffen. Er absolvierte 1957 auch das US Army Warc College (USAWC) in Carlisle. Nach dem Besuch des National War College (NWC) in Fort Lesley J. McNair war er unter anderem Kommandeur der 56. Artilleriebrigade (56th Artillery Brigade) des XVIII. Luftlandekorps (XVIII Airborne Corps).

### Vietnamkrieg, Aufstieg zum General und Vice Chief of Staff of the Army
Nach seiner Beförderung zum Brigadegeneral wurde Walter T. Kerwin im August 1961 Kommandeur der Artillerieverbände der in Hanau stationierten 3. Panzerdivision (3rd Armored Division) und war als solcher verantwortlich für die Ziele nuklearer Waffen in Europa. Im März 1965 löste er Generalmajor Berton E. Spivy, Jr. als Kommandeur der 3. Panzerdivision ab und verblieb in dieser Verwendung bis zu seiner Ablösung durch Generalmajor Welborn G. Dolvin im Oktober 1966. Er war ferner stellvertretender Direktor der Abteilung für Forschung und Entwicklung im Heeresministerium (US Department of the Army) und als Generalmajor während des Vietnamkrieges zwischen Mai 1967 und Juli 1968 Chef des Stabes des Oberkommandos des US-Truppen in Südvietnam MACV (Military Assistance Command, Vietnam) sowie als Nachfolger von Generalmajor Frederick C. Weyand zwischen August 1968 und der Ablösung durch Generalmajor Julian Ewell im April 1969 Kommandeur der dortigen II. Feldstreitkräfte (II Field Force, Vietnam). 
1969 erfolgte seine Beförderung zum Generalleutnant sowie Ernennung zum stellvertretenden Chef des Heeresstabes für Personal (Deputy Chief of Staff of the Army for Personnel). Als Nachfolger von General Ralph E. Haines, Jr. wurde er im Januar 1973 Kommandierender General des Continental Army Command und mit der Erstellung eine Grundsatzentwurfs für eine Heeresreform beauftragt. Sein One Army oder auch Total Army genanntes Konzept sah im Wesentlichen die Heeresnationalgarde ARNG (Army National Guard) und die Heeresreserve USAR (US Army Reserve) als gleichberechtigte Partner der aktiven US Army in der Verteidigungspolitik für den Kriegsfall vor. Am 1. Juli 1973 wurde General Kerwin erster Kommandierender General des aus dem Continental Army Command entstandenen US-Heeresstreitkräftekommandos FORSCOM (US Army Forces Command) und verblieb auf diesem Posten bis 1974, woraufhin General Bernard W. Rogers seine Nachfolge antrat.
Zuletzt wurde General Walter T. Kerwin am 29. Oktober 1974 abermals Nachfolger von General Frederick C. Weyand, und zwar dieses Mal als Vize-Chef des Generalstabes des Heeres (Vice Chief of Staff of the Army). Als solcher setzt er die von ihm entworfene Heeresreform nach dem Ende des Vietnamkrieges um und schied 1978 aus dem aktiven Militärdienst aus, woraufhin General Frederick J. Kroesen neuer Vice Chief of Staff of the Army wurde.

### Ruhestand
Nach seinem Ausscheiden aus dem aktiven Militärdienst war Walter T. Kerwin Berater des US-Verteidigungsministeriums sowie der Luftfahrt- und Rüstungskonzerne Martin Marietta und Lockheed Martin. 1982 wurde er Vorsitzender des Vereins der gegenseitigen Hilfe des Heeres und der Luftstreitkräfte (Army and Air Force Mutual Aid Association), dessen Vorstand er bereits seit 1969 als Mitglied angehörte, und bekleidete diese Funktion bis 1997. Er engagierte sich des Weiteren in der Vereinigung des US-Heeres (Association of the United States Army), der Vereinigung der Feldartillerie (Field Artillery Association) sowie der Nothilfevereinigung des US-Heeres (Army Emergency Relief Association). 2003 verlieh ihm die Ehemaligenvereinigung der US Military Academy den Distinguished Graduate Award für herausragende Verdienste von Absolventen.
Nach seinem Tode wurde General Walter Thomas Kerwin, Jr., der mit der 1980 verstorbenen Barbara Walker Kerwin verheiratet war, auf dem Nationalfriedhof Arlington beigesetzt.

## Auszeichnungen
Auswahl der Dekorationen, sortiert in Anlehnung der Order of Precedence of Military Awards:
- Defense Distinguished Service Medal
- Army Distinguished Service Medal (3 x)
- Legion of Merit (2 ×)
- Bronze Star
- Purple Heart
- Air Medal (10 ×)
- National Defense Service Medal (2 ×)
- Vietnam Service Medal (4 ×)